# Clarksdale, Mississippi
Clarksdale, Mississippi là một thành phố thuộc quận trong tiểu bang Mississippi, Hoa Kỳ. Thành phố có diện tích  km², dân số theo điều tra năm 2000 của Cục điều tra dân số Hoa Kỳ là người.
Clarksdale nằm ở bên bờ sông Sunflower ở trung tâm của đồng bằng sông Mississippi.
Theo Cục Điều tra Dân số Hoa Kỳ, thành phố có tổng diện tích 13,9 dặm vuông (36  km²), 13,8 dặm vuông nào (36  km²) đất và 0,07% là nước.

## Nhân khẩu
Theo kết quả của cuộc điều tra dân số năm 2000, thành phố có 20.645 người, 7.233 hộ, 5.070 gia đình trong thành phố. Mật độ dân số 1.491,8 người mỗi vuông WS dặm (575.9/km ²). Thành phần chủng tộc của thành phố 68,52% người Mỹ gốc Phi, 29,95% người da trắng, 0,58% người châu Á, 0,11% người Mỹ bản địa, người Thái Bình Dương 0,01%, 0,22% các chủng tộc khác, và 0,60% từ hai hay nhiều chủng tộc. Hispanic hoặc Latino Race chiếm 0,65% dân số.